# Nannolaimus fusus
Nannolaimus fusus är en rundmaskart. Nannolaimus fusus ingår i släktet Nannolaimus, och familjen Cyatholaimidae. Arten är reproducerande i Sverige.